# 昆格勒 (烏茲別克)
昆格勒是烏茲別克的城鎮，由卡拉卡爾帕克斯坦自治共和國負責管轄。昆格勒位於該國西北部，坐落於阿姆河的左岸，距離首府努庫斯90公里，海拔高度60米，2009年人口63,589。
這座城市之名來自弘吉剌部，在過去是通往哈薩克與裏海的門戶。

## 外部連結
- Kungrad, Uzbekistan - history, photos and map （页面存档备份，存于）